# NGC 6801
NGC 6801 este o galaxie situată în constelația Lebăda. A fost descoperită în 5 august 1886 de către Lewis A. Swift. Se află la o distanță de 44,46 de megaparseci de Pământ.